# 電通映画社
株式会社電通映画社（でんつうえいがしゃ）は、かつて存在した日本の映画製作会社、CM制作会社。

## 概要
母体となったのは、1924年（大正13年）に設置された日本電報通信社写真課活動写真係で、1928年、写真課活動写真係を活動写真部に昇格。東京朝日新聞社のニュース映画を受託制作した。その後、教育映画を受注し、アニメーション、児童向けの劇映画などの製作を続けた。
太平洋戦争後のコマーシャルフィルム製作の先鞭をつけ、テレビ用のCMを他社に先駆けて制作した。
株式会社電通プロックスと社名変更の後、株式会社電通アクティス、株式会社電通コーテックと合併して、株式会社電通テックに変更した。
登山家の吉沢一郎、アニメーションプロデューサーの高橋澄夫、映画監督の本広克行、田中光敏、CMディレクターの川崎徹、山内健司は、同社出身。記録映画監督の巨匠亀井文夫、敗戦をめぐる「宮城事件」の首謀者の一人井田正孝も一時在籍した。

## 沿革

### 写真課から映画部
- 1922年、日本電報通信社に写真課設置[1]。
- 1924年、松竹やヘンリー・小谷の協力を得て、写真課活動写真係を設置[1]。ニュース映画を制作。
- 1928年、写真課活動写真係を活動写真部に昇格[1]。東京朝日新聞社のニュース映画を受託製作。
- 1933年、翌年にかけて取り組まれた東京日日新聞社『小学校地理映畫大系』全13編の製作に参加。
- 1934年、山本早苗作画によるアニメーション映画「とのちゃんのいたずら」（11分）を制作[1]。1935年、児童用劇映画「お山の大将」を制作[1]。
- 1936年6月、活動写真部のニュース部門を同盟通信社に移譲。活動写真部は映画部と改称、映画部は、短編・文化映画専門となる。同年、山本早苗作画・演出「おいらの非常時」、児童用劇映画「雪晴れ」などを製作。
- 1937年、児童用劇映画「わん公日記」、アニメ「漫画のマン吉」を製作[1]。
- 1938年、トーキー「みくにの子供」を製作[1]。
- 1939年、国防増産映画を制作し始める[1]。
- 1940年、東京蒲田に500坪余りの土地を買収登記[1]。
- 1941年6月、撮影・現像設備のある蒲田スタジオが完成。松竹大船作品の大半を受注。婦人公論社との提携による「生活文化シリーズ」など26本を製作[1]。

### 電通映画社設立
- 1943年6月、映画部を分社化して政岡憲三らの日本映画科学研究所、桜井剛堂らの京都映音研究所、関西の合同映画社を吸収して株式会社電通映画社（資本金120万円、東京都蒲田区）を設立する。8月26日設立登記を完了[3]。
- 1944年、緊急食料生産を指導する中川順夫監督『じゃか薯の芽」。都内の国民学校での国防教育を描いた『戰ふ小國民 その4 都會教場』（18分）を製作。9月には、日本映画社に買収され、光永真三社長が辞任、日本映画社専務の上田碩三（後の電通3代目社長）が社長となる。
- 1945年、『甘薯の箱作り』、中島飛行機の発注による亀井文夫原作・ 中川順夫監督『制空』が8月完成。12月1日「映画製作者連合会」に劇映画3社、朝日映画社・理研科学映画・合資会社横浜シネマのニュース短篇映画各社とともに参加[4]。
- 1947年3月、「映画製作者連合会」が「日本映画連合会」と改称し、改めて参加[4]。

### テレビコマーシャル、タイアップ映画へ
- 1953年8月、日本初のテレビコマーシャル、精工舎の時報CMを制作[1]。
- 1955年、持永只仁と稲村喜一による「人形映画製作所」の設立を教育映画配給社とともに後援。人形映画製作所を雑司ヶ谷の同社現像所内に置く[5]。
- 1956年、田中喜次・持永只仁演出の「人形映画製作所」提携の人形アニメ『瓜子姫とあまのじゃく』、川本喜八郎も参加したアサヒビールとのタイアップ映画『ビールむかしむかし』、同年の人形アニメ『ちびくろさんぼのとらたいじ』がバンクーバー国際映画祭児童映画部門最高賞を受賞。記録映画『桂離宮』（22分・35ミリ・カラー）製作。
- 1957年、人形アニメ『ちびくろさんぼとふたごのおとうと』、『ふしぎな太鼓』制作。
- 1958年、人形アニメ『こぶとり』、『ペンギンぼうやルルとキキ』制作。
- 1960年、子供向け冒険アクションテレビ映画『熱血カクタス』制作。
- 1960年、記録映画『のびゆく鉄道』が日本紹介映画コンクール特別作品賞。
- 1964年、記録映画「挑戦」が第19回芸術祭日本記録映画部門で芸術祭奨励賞。『DANHIM -ダニム・プロジェクト建設の記録-』が教育映画祭特別賞、東京都教育映画コンクール銀賞。
- 1967年、記録映画『生命の流れ　血液を探る』（26分、企画＝第一製薬）が文部省特選、文部大臣賞、キネマ旬報文化映画ベストテン第4位、国際科学映画祭グランプリ。
- 1970年、記録映画『花ひらく日本万国博』製作。
- 1973年、社史「三十年の歩み」刊行。
- 1979年9月、イベントに特化した事業制作室を設置。多角化を図る[2]。
- 1988年、記録映画「丹後の藤織り」が第42回芸術祭賞短編映画賞。8月、商号を株式会社電通プロックスに変更[2]。
- 1996年4月、株式会社電通アクティスなど3社と合併し、商号を株式会社電通テックに変更[2]。